# Расул Рза
Расул Рза (справжнє ім'я Расул Ібрагім-огли Рзаєв; 6 [19] травня 1910 — 1 квітня 1981) — азербайджанський радянський поет, заслужений діяч мистецтв Азербайджанської РСР (1944), народний поет Азербайджанської РСР (1960); лауреат Сталінської премії третього ступеня (1951), Герой Соціалістичної Праці (1980). Був депутатом ВР Азербайджанської РСР 1-го і 3-7-го скликань.
Батько помер, коли Расулу було п'ять років. Турботу про сім'ю взяв на себе рідний брат матері — Мамед Гусейн Рзаєв, прізвище якого згодом перейняв Расул Рза. Дядько був військкомом, секретарем райкому.
Расул Рза здобув середню освіту в районній школі. Закінчив ВДІК. Член ВКП(б) з 1939 року.
У 1937—1938 роках Р. Рза працював начальником сценарного відділу, а в 1942—1944 роках — директором Бакинської кіностудії. У 1944—1946 роках був начальником управління у справах мистецтв Азербайджанської РСР. У 1948—1949 роках був міністром кінематографії Азербайджанської РСР.
Був головним редактором Азербайджанської радянської енциклопедії (з 1965 року), очолював ряд творчих і громадських організацій. Голова правління СП Азербайджанської РСР (1938—1939).

## Творчість
Почав публікуватися з 1927 року. Перші вірші поета друкувалися в газетах і журналах («Гянджа Ішчі», «Худжум», «Революція і культура» та ін.) Вірші Расул Рза випущені окремими виданнями: «Чапей» (1932), «Сі Ау» про національно-визвольний рух в Китаї; «Лист піонера» (1934), «Суворі дні», «Батьківщина», «Помста! Помста!», «Вірність», «Крила» (1935); збірка віршів вийшла в перекладі на російську мову в виданні Гослитиздата.
В кінці 1920-1930-х писав про інтернаціональну боротьбу проти фашизму і колоніалізму, різноманітне творче життя рідного народу, про розквіт національної культури, про братерську дружбу радянських людей різної національності. На початку 30-х років XX століття написав антифашистські і революційні вірші «Жінки», «Чинар», «Німеччина» (1934), «Мадрид», «Інгалесіо», «Кармен», «Матері Назима Хікмета», «Сі-Ау», «Чапей», «Зарево звільнення», що набули широкого визнання читачів. На Велику Вітчизняну війну відгукнувся збірками віршів і оповідань: «Безсмертні герої» (1943), «Лють і любов» (1942), «Бахтіяр» (1942). Братам з Південного Азербайджану він присвятив поему «Молодий місяць» і ряд віршів.
Переклав на азербайджанську мову твори Нізамі («Хосров і Ширін»), Есхіла («Прометей закутий»), Г. Лонгфелло, Дж. Байрона, Лопе де Вега, Й. В. Гете, Ш. Петефі, П. Елюара, Г. Гейне, Т. Г. Шевченка («Гайдамаки» та ін.), О. С. Пушкіна («Полтава», «Граф Нулін» і ін.), М. Ю. Лермонтова («Демон» і ін.), М . О. Некрасова («Кому на Русі жити добре»), Янки Купали («А хто там йде»), О. О. Блока, В. В. Маяковського («Володимир Ілліч Ленін», «Хорошо», «Облако в штанах» і ін.), О. О. Фадєєва і багатьох інших поетів. Твори Расула Рза переведені на багато іноземних мов.